# Zacharias (Jerusalem)
Zacharias war griechischer Patriarch von Jerusalem (609–614/630). Er wird in den orthodoxen Kirchen als Heiliger verehrt. Gedenktag ist der 21. Februar.
Zacharias wurde 614 bei der Eroberung Jerusalems durch den Sassanidenherrscher Chosrau II. gefangen genommen und wohl 628 befreit. Der palästinisch-georgischen Tradition zufolge sei er noch in der Gefangenschaft gestorben.
Sein Todesjahr ist unklar, genannt werden 629/630 oder 631 oder 632.

## Werke
- Opus. In: Jacques Paul Migne: Patrologia Graeca, Band 86 b.